# 황정견

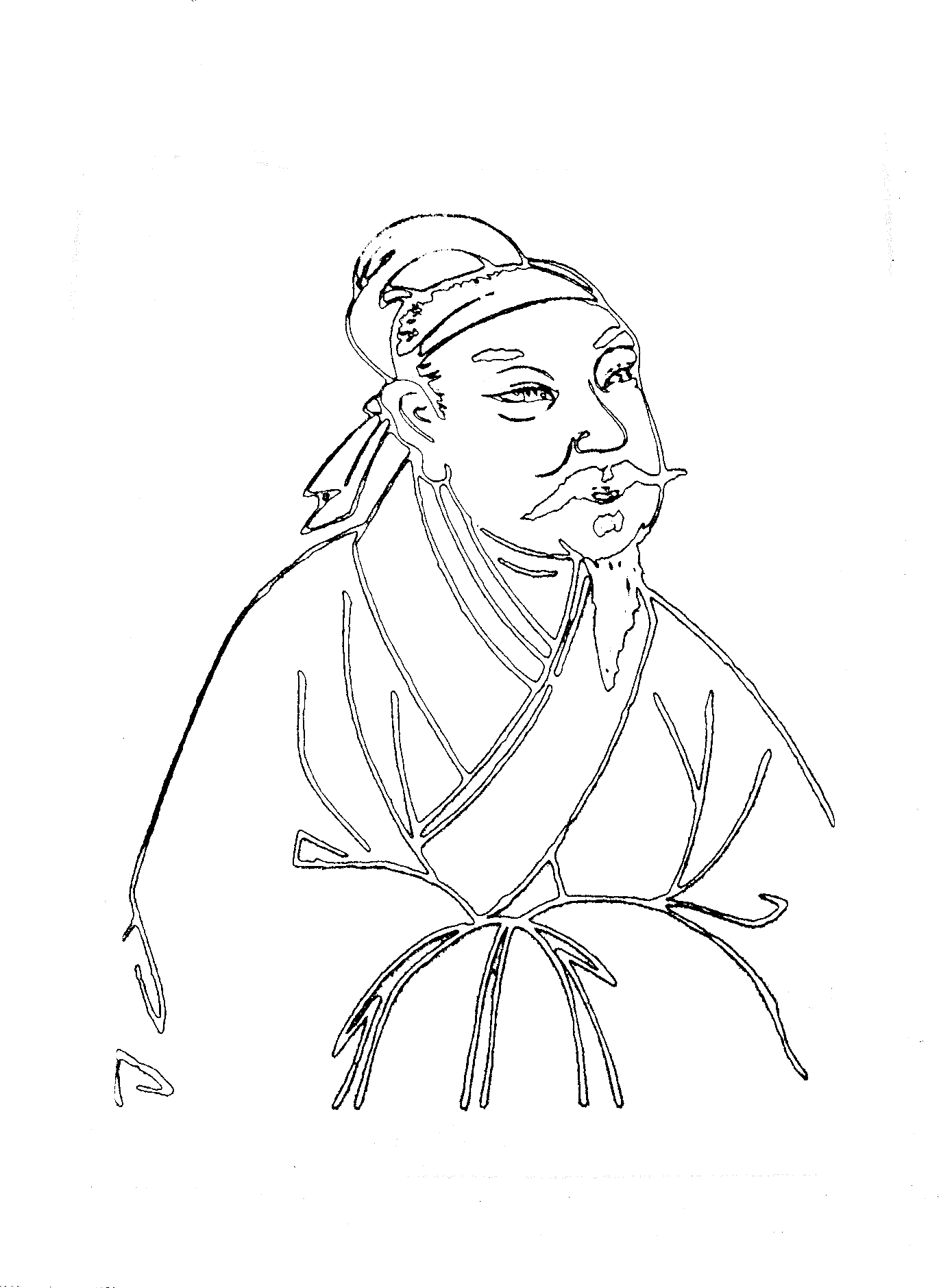
황정견

황정견(黃庭堅, 1045년~1105년)은 중국 북송의 시인이다. 자는 노직(魯直), 호는 산곡(山谷) 또는 부옹이며 소식 문하인의 제1인자이다.
23세에 진사에 급제했으나, 국사원(國史院)의 편수관이 된 이외 관리생활은 불우했다. 소식의 시학을 계승하였으며, 그의 시는 소식의 작품보다 더욱 내향적이었다. 또한 왕안석, 소식보다 더욱 두보를 존경했다. 소식과 함께 소·황(蘇·黃)으로 칭해져서 북송 시인의 대표적 존재가 되었다. 12세기 전반은 황정견 일파의 시풍이 세상을 풍미하였는데, 황정견이 강서(江西) 출신이었기 때문에 ‘강서파’라 칭해졌다.

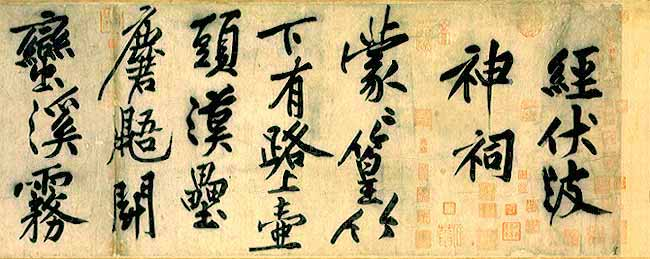
황정견의 글씨

## 한국어 번역
- 박종훈·박민정·이관성 옮김, 《황정시집주》(전 14권), 소명출판, 2024년 8월 15일

## 같이 보기
- 소식 (북송)